# Дворец Чапских (Варшава)
Дворец Чапских (пол. Pałac Czapskich), в разное время также дворец Красинских, Сенявских, Рачинских — барочный дворец в Варшаве по адресу: Краковское предместье, дом № 5.
В здании, расположенном через дорогу к Варшавскому университету, жили в разное время художник Зигмунт Фогель, композитор Фредерик Шопен, поэты Зыгмунт Красинский и Циприан Камиль Норвид.
Во дворце в настоящее время расположена Академия изящных искусств.

## История
«Дворец Чапских» — наиболее употребляемое название для дворца, но также в разные времена он назывался по именам других собственников здания: Красински, Дворец Сенявски или Дворец Рачински. Здание также находилось во владении семей Радзивиллов, Радзеховских, Замойских и Чарторыйских.
Ныне в нём располагается варшавская Академия изящных искусств. Строительство дворца началось около 1686 года архитектором Тильманом ван Гамереном для Михала Стефана Радзеевского, архиепископа Гнезно и примаса Польши. Между 1712 и 1721 годами дворец был достроен архитекторами Агостино Лоччи и Каспером Базанка (добавлены альковы и переходы) для следующего собственника дворца гетмана Речи Посполитой Адам Николая Сенявского. Нынешний стиль рококо дворец приобрёл с 1752—1765 годов, когда им завладела семья Чапских. В это время вход со стороны Краковского предместья был украшен изображениями орлов и аллегорических фигур Четырёх времён года.
Дворец Чапских сменил своих владельцев не менее 10 раз. Он был резиденцией Станислава Малаховского, маршала Сейма, который в 1791 году был соавтором второго в мире, первого в Европе конституционного закона признанного государства — Конституции 3 мая 1791 года. Малаховский и его жена Констанца, урождённая Чапская, в середине XVIII века реконструировали дворец во французском стиле городского дворца. На рубеже XVIII и XIX веков были добавлены 2 пристройки в классическом стиле архитектором Иоганном Кристианом Каммсетжером. Другими знаменитыми обитателями дворцами были в 1808—1826 годах Зигмунт Фогель, художник и профессор факультета Изящных искусств Варшавского университета.
В первой половине XIX века дворец был приобретён Винсентом Красинским. Зыгмунт Красинский, польский поэт-романтик, родился здесь в 1812 году. В 1827—1830 годах Фредерик Шопен жил со своей семьёй в южной пристройке дворца на Краковском предместьи; Дворец стал последним домом Шопена в Польше, после своего отъезда он больше никогда не бывал на родине. В 1837—1839 годах в здании дворца жил поэт Циприан Норвид, автор «Фортепиано Шопена». В 1851—1852 годах дворец был перестроен архитектором Генриком Маркони. С 1909 года до начала Второй мировой войны здание принадлежало Эдварду Рачинскому, будущему президенту Польши в изгнании (1979—1986).
Дворец сгорел в 1939 году, подвергнувшись обстрелу немецкой артиллерии, и бесценные картины и книги, как полагают, были уничтожены. Здание было восстановлено в 1948—1959 годах по проекту Станислава Брукальского. После реконструкции в здании разместилась Академия изящных искусств.

## Сегодня
Во дворе перед дворцом стоит копия конной статуи венецианского кондотьера Бартоломео Коллеони скульптора Андреа Верроккьо.
В южной пристройке дворца, выходящей на улицу Краковское предместье, в большом помещении на 3-м этаже расположен Маленький салон семьи Шопен (Salonik Chopinów), обставленный антикварной мебелью и личными вещами композитора.
Музей Академии изящных искусств, открытый в 1985 году, обладает 30 000 предметов искусства: живопись, скульптура, графика, рисунок, плакаты, изделия художественных ремёсел и промышленного дизайна.